# Fridericia
Fridericia é um género botânico pertencente à família Bignoniaceae.

## Espécies
- Fridericia guilielma
- Fridericia speciosa
- Fridericia ornithophila
- Fridericia arthrerion
- Fridericia bahiensis
- Fridericia bracteolata
- Fridericia candicans
- Fridericia caudigera
- Fridericia celastroides
- Fridericia cinnamomea
- Fridericia claussenii

## Nome e referências
Fridericia Mart.